# شاين كريستي
شاين كريستي (بالإنجليزية: Shane Christie)‏ هو لاعب اتحاد الرغبي نيوزيلندي، ولد في 23 سبتمبر 1985 في بالميرستون نورث في نيوزيلندا.

## وصلات خارجية
- شاين كريستي على موقع سلسلة سباعيات الرغبي العالمية - رجال (الإنجليزية)
- شاين كريستي على موقع ItsRugby.co.uk (الإنجليزية)